# Canyon-Gletscher (Antarktika)
Der Canyon-Gletscher ist ein 56 km langer Gletscher an der Dufek-Küste der antarktischen Ross Dependency. Er fließt von den nordwestlichen Hängen des Mount Wexler zwischen den Steilwänden der Separation Range und der Hughes Range und mündet westlich des Giovinco-Piedmont-Gletschers in das Ross-Schelfeis. 
Entdeckt wurde der Gletscher während der New Zealand Alpine Club Antarctic Expedition (1959–1960) beim Aufstieg auf den Mount Patrick. Benannt ist der nach der canyonartigen Talform, die der Gletscher durchfließt.